# 谷志标
谷志标（1909年—1995年），湖南桑植人，中华人民共和国政治人物。
担任四川省人民检察院检察长。1957年补选。1954年，当选第一届全国人民代表大会代表。